# Orthocavonus occidentalis
Orthocavonus occidentalis är en skalbaggsart som beskrevs av Blackburn 1888. Orthocavonus occidentalis ingår i släktet Orthocavonus och familjen Dynastidae. Inga underarter finns listade i Catalogue of Life.